# 奧列尼夫卡 (別爾江斯克區)
46°58′17″N 36°28′27″E / 46.97139°N 36.47417°E
奧萊尼夫卡（烏克蘭語：Оленівка）是位於烏克蘭東南部的村莊，由扎波羅熱州別爾江斯克區的安德里伊夫卡市鎮負責管轄。該村始建於1813年，面積0.602平方公里，海拔高度57米，2001年人口127，人口密度每平方公里210.96人。